# Pipăit
Pipăitul (numit și simțul tactil) este unul dintre cele cinci simțuri. Este recepționat cu ajutorul nervilor din dermă . Cele mai sensibile zone ale corpului la atingere sunt buzele, palmele și picioarele. Cea mai puțin sensibilă zonă este spatele . Omul nu este capabil să se gâdile singur din cauza faptului că mișcările sunt anticipate de creier (care le și inițiază), astfel fiind înlăturată starea de surprindere care duce normal la gâdilat. 